# L'Année prochaine
L'Année prochaine is een Frans-Belgische film uit 2014, geregisseerd door Vania Leturcq. De film ging in première op 26 augustus op het Internationaal filmfestival van Montreal.

## Verhaal
De achttienjarigen Clotilde en Aude zijn hartsvriendinnen die afgestudeerd zijn en moeten beslissen wat ze het volgend jaar gaan doen. Clotilde wil het dorp verlaten om te gaan studeren aan de universiteit in Parijs. Ze overtuigt Aude om met haar mee te gaan. Het nieuwe leven in Parijs zal echter een grote verandering in hun beider levens brengen.

## Rolverdeling
| Acteur             | Personage    |
| ------------------ | ------------ |
| Constance Rousseau | Clotilde     |
| Jenna Thiam        | Aude         |
| Julien Boisselier  | Sébastien    |
| Kévin Azaïs        | Stéphane     |
| Frédéric Pierrot   | Bertrand     |
| Anne Coesens       | Ariane       |
| Aylin Yay          | Mme Feirrara |

## Prijzen en nominaties
De film ontving in 2014 de Zilveren Zenith op het filmfestival van Montreal en werd genomineerd voor Magritte du cinéma 2016 voor beste debuutfilm.